# 신협 (극단)
신협(新協)은 대한민국의 연극 극단이다. 신협은 1947년에 발족한 신극협회(新劇協會)가 1950년 대한민국 국립극장이 설립되면서 국립극장 산하 신극협의회(新劇協議會)로 개편되었고 이어 같은 해 1950년 국립극장 전속극단으로 발족한 극단이다.

## 내용
광복과 함께 한국연극의 새아침도 밝았다. 그러나 광복과 자유의 환호는 너무도 빨리 좌우익 싸움의 민족적 신음으로 바뀌었다. 공산주의자들이 재빨리 조선연극동맹을 조직하고, 그 휘하에 극단 '청포도'를 비롯, '혁명극장', '민중극장', '독립극장', '비우극장', '서울예술극장' 등을 결속시킨 반면, 우익진영엔 극단 '민예(民藝)'만이 외롭게 그들과 대결하고 있었다. 1946년엔 이철혁(李喆爀)·이해랑·김동원·윤방일(尹芳一) 등이 극단 '전선(全線)'을 조직해서 여기에 대항했으며, 다시 1947년에는 이해랑·김동원·박상익(朴商翊) 등이 '극예술협회'를 조직, 유치진 작 <자명고(自鳴鼓)>를 상연했다. 1950년 이 극예술협회를 중심으로 '신극협의회(약칭 신협)'가 국립극장의 전속극단으로 결성되어, 유치진 작 <원술랑>이 개관 공연으로 막을 열었다.
'모든 신파적 요소를 제거하고 진정한 사실주의 연극'을 표방한 '신협(新協)'의 역사는 6·25전쟁 중에는 국방부 정훈국과 공군본부 소속으로서 연극을 계속, 환도 후에는 국립극장과의 복속(復屬)과 주도문제 등으로, 또는 한국 영화의 전성기를 맞는 50년대 말에는 연기자를 영화에 빼앗기는 등 갖가지 난관을 겪으며 현재까지에 이르고 있다. 광복 이후의 특히 1950년 이후의 한국연극의 대표적 극단으로서 '신협'의 발자취는 현대한국연극의 공과(功過)를 아울러 짊어지고 있는 느낌이 없지 않다. 1972년 5월의 제80회 공연 <다이얼 M을 돌려라>(F. 노트 작)의 재상연 이후 이제는 노쇠한 듯한 공허감마저 주는 듯하지만, 신협의 역사가 여기서 끝난 것이라고 단정하기는 어려울 것이다. 이들이 다룬 작가만도 셰익스피어, 조우(遭遇), 장 폴 사르트르, 몰리에르, 실러, 테네시 윌리엄스, 아서 밀러, 유진 오닐, 헨릭 입센, 소포클레스, 에드워드 올비 등 주요 외국작가를 망라하고 있으며, 국내 작가로도 유치진(그의 대부분의 작품이 신협에 의해 상연되었다)·오영진(吳泳鎭)·임희재(任熙宰)·차범석(車凡錫)·하유상(河有祥) 등 중견작가를 망라하고 있다. 50년대 후반의 제작극회(制作劇會)와 60년대에 나타난 여러 아마추어 극단과는 달리, '신협'은 직업 극단으로서의 성격을 뚜렷이 하고 있다. 레퍼토리의 성격이나 공연방식도 실험적이거나 전위적인 요소가 배제된 철저한 직업극단적 매너로 일관되어 있다.
신협의 대중적 신뢰는 우리 신극사상 유례없는 관객동원수로서 인정된다. 때때로 30년대의 '극예술 연구회'와 '극연좌', 40년대의 '현대극장'의 직선적 후계자로서 극단 '전선' '극예술협회' '신협'이 흘러왔다고 말하지만, 30년대의 '극예술연구회'가 공연 외에 수없이 많은 문화적·계몽적 사업을 망라한 종합적 연극활동을 전개한 데에 반해, '신협'은 공연 일방가도를 철저히 걸어왔다고 할 수 있다.